# Среднеазиатская кобра
Среднеазиатская кобра (лат. Naja oxiana) — ядовитая змея семейства аспидовых.

## Описание
Общая длина тела с хвостом достигает более 2 м, обычно мельче — 160—180 см. Максимальная длина туловища 161 см. Длина хвоста в 4—8 раз меньше длины туловища. Окраска верхней части тела от светло-оливковой до тёмно-коричневой, брюхо светлое, желтоватое. У молодых кобр очень яркие тёмные поперечные полосы в виде замкнутых на брюхе колец. По мере роста змеи основной тон окраски темнеет, кольца тускнеют и становятся шире, на брюхе полосы исчезают, вместо них образуются крупные или мелкие пятна. Зрачок круглый. Чешуя гладкая.

## Защитное поведение
Потревоженная кобра поднимает вверх переднюю часть тела до 1/3 его длины, расширяя шею и примыкающую часть туловища, и издаёт громкое шипение. Если же человек или животное, несмотря на предупреждение, приближается вплотную, кобра вначале часто пытается отпугнуть противника и наносит фальшивый укус, резко выбрасывая вперед переднюю часть тела и ударяя врага головой и закрытым ртом, оберегая таким образом от возможной поломки ядовитые зубы. Оборонительная демонстративная поза угрозы является врождённым элементом поведения и только что вылупившиеся змейки принимают её при любой опасности.

## Ареал и места обитания
Распространена в Туркменистане (кроме крайних северо-западных районов), юго-западном Таджикистане, в южном Узбекистане (на север до хребта Нура-Тау, гор Бель-Тау-Ата и западных отрогов Туркестанского хребта), Киргизии, Афганистане, Пакистане, северо-восточном Иране и северо-западной Индии. Обитает в глинистых и щебенистых предгорьях, невысоких горах, долинах рек с береговыми террасами, ущельях и на склонах среди камней и кустарников, нередко среди заброшенных строений, вдоль арыков на орошаемых землях, по краям полей и в садах. Часто встречается по берегам рек, заходит также в безводные песчаные пустыни, где придерживается колоний песчанок, расположенных между барханами и на их склонах. В горах распространена до высоты 2000 м над уровнем моря.

## Образ жизни
Весной и осенью активна днём, летом — в утреннее, вечернее и ночное время. Осенью появляется на поверхности гораздо реже, чем весной. В тёплое время года укрытиями кобре служат норы грызунов, ниши под камнями, промоины и трещины почвы, заросли кустарников (ежевики, эфедры), тростники у водоёмов. Зимует в глубоких норах песчанок, трещинах, иногда под жилыми постройками. Зимовка длится с конца сентября — конца октября до конца марта — апреля. Линька два раза в год, весной и осенью. Скоплений не образует, поэтому многочисленной нигде не бывает.

## Питание
Около 40 % рациона среднеазиатской кобры составляют земноводные, особенно в большом количестве поедает зелёных жаб. Популяции, обитающие в долинах рек, поедают озёрных лягушек. Питается также пресмыкающимися, в том числе змеями (удавчиками и эфами, составляющими 30—35 % рациона), мелкими млекопитающими (грызунами, 15—20 %), птицами (мелкими воробьиными, козодоями и другими, 5—10 %), птичьими яйцами. Молодые кобры могут поедать беспозвоночных.
Нападая на добычу, кобра нередко вцепившись в жертву не сразу откидывается назад, а несколько раз с усилием сжимает и перебирает челюсти на её теле, чтобы получше вонзить ядовитые зубы в ткани тела и впрыснуть нужную дозу яда.

## Размножение
Спаривание обычно происходит в мае. Беременность длится 60—65 дней. В июле самки откладывают 6—19 продолговатых яиц длиной 40—54 мм и массой 12—19 г. Молодые кобры вылупляются во второй половине августа — сентябре. Длина детёнышей при рождении 31—39 мм. Половозрелости достигают на третьем — четвёртом году жизни.

## Яд
Очень ядовитая змея, но случаи укуса людей и домашних животных исключительно редки. Яд среднеазиатской кобры имеет ярко выраженное нейротоксическое действие: укушенное животное вначале становится вялым и пассивным, но вскоре возникают судороги, дыхание становится учащенным и поверхностным, и через некоторое время наступает смерть вследствие паралича дыхательного центра. Местных явлений (опухоли, кровоизлияния) при укусе не наблюдается. Яд кобры используется для приготовления медицинских препаратов и в экспериментальной биологии. Для получения яда этих змей содержат в специальных змеиных питомниках — серпентариях. Сыворотка против яда этой змеи сама по себе представляет опасность для человека из-за высокой вероятности иммунного ответа по типу аллергии и шока, вследствие чего даже при своевременном введении «антикобрина» погибает до трети пострадавших, что является весьма высоким показателем по сравнению с другими видами кобр.

## Охрана
В природе численность кобры повсеместно невысока, поэтому она подлежит охране. В песчаных пустынях ситуация более благоприятная, в других районах численность сокращается из-за уничтожения местообитаний. Особенно уязвимы популяции в речных долинах, подгорных пустынях и предгорьях, где местообитания разрушаются в результате интенсивного хозяйственного освоения. Как редкий вид (категория 3) была занесена в Красные книги СССР (1984), Узбекистана (1983) и Туркменистана (1985). Охранялась в заповедниках Туркменистана: Бадхызском, Репетекском, Копетдагском, Сюнт-Хасардагском и Гасан-Кулийском участке Красноводского заповедника; в Узбекистане: Арал-Пайгамбарском и Каракульском; в Таджикистане — в Тигровой балке. В настоящее время этот сокращающийся в численности вид (категория 2) внесён в Красные книги Туркменистана (1999) и Узбекистана (2003) — категория 3, статус NT. В Международной Красной книге с 1986 до 1994 года среднеазиатская кобра значилась как вымирающий вид (Endangered). С середины 90-х по настоящее время в Красном списке МСОП является видом с неопределённым статусом из-за отсутствия современных данных о её численности. Внесена в Приложение II CITES.

## Разведение
В начале 1980-х годов в зоопарках и серпентариях ежегодно содержалось 300—350 кобр. Успешно проводились инкубации кладок яиц, полученных от самок, оплодотворённых в природе.

## Среднеазиатская кобра на марках и монетах

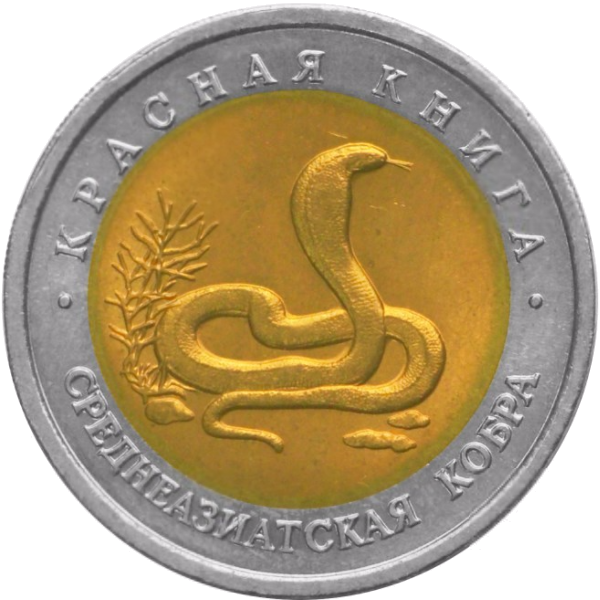
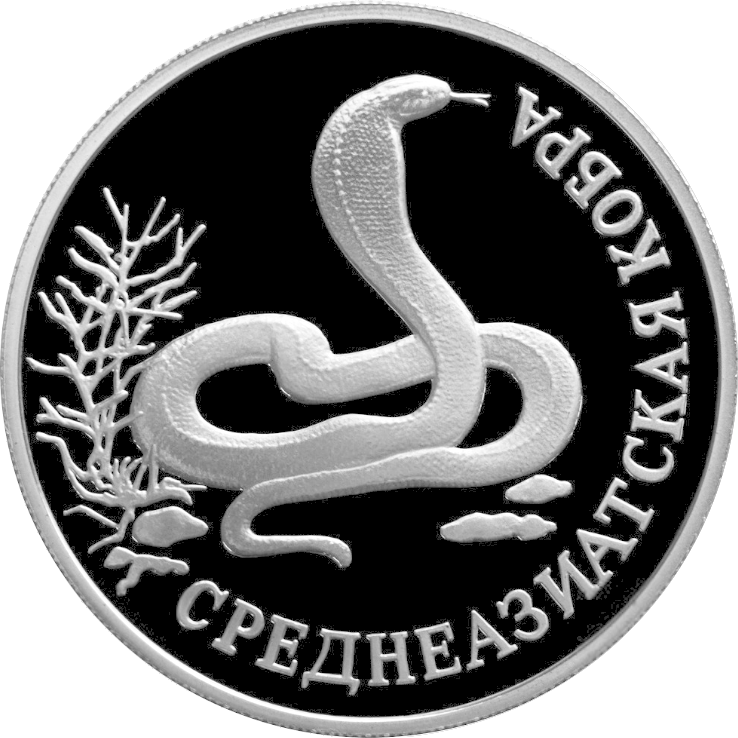
Монета Банка России. Серия «Красная книга», серебро, 1 рубль, 1994 г.
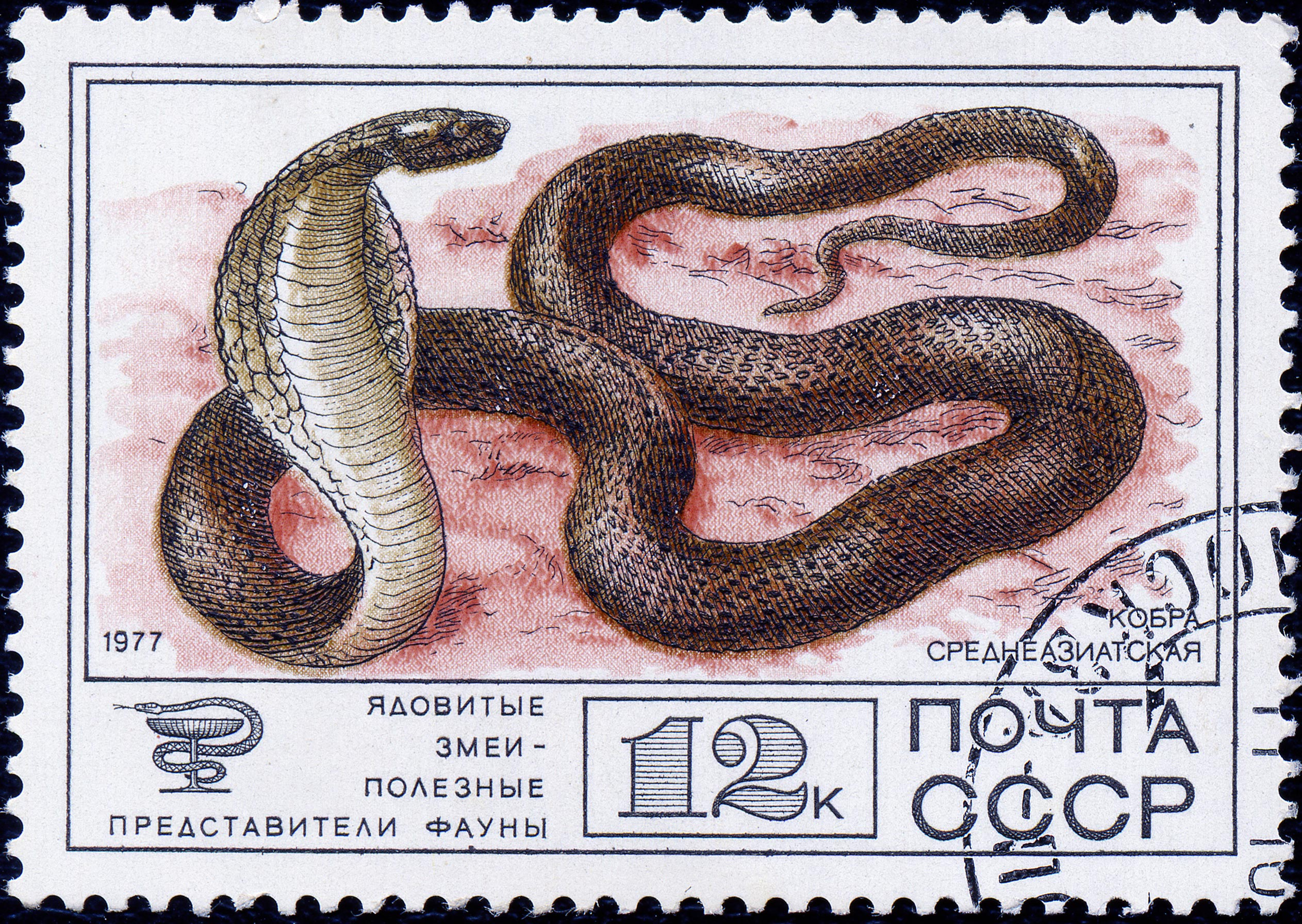
Почтовые марки СССР, 1977 г.
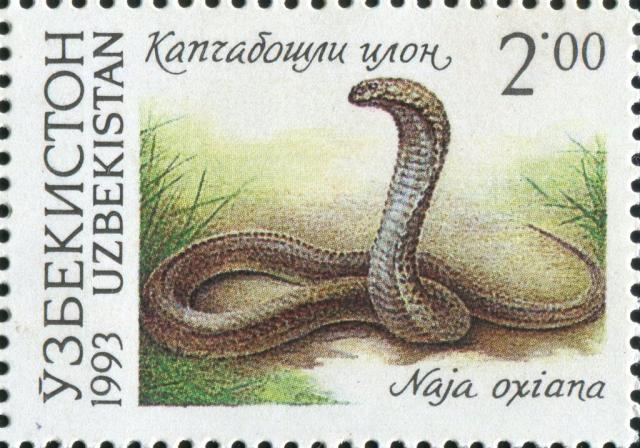
Почтовая марка Узбекистана, 1993 г.